# TopWare CD Service
Uzasadnienie: dwa artykuły traktujące o tym samym przedsiębiorstwie
TopWare CD Service AG – niemiecki wydawca gier komputerowych w Mannheim, działający w latach 1986–2002, ówcześnie jeden z największych wydawców na rynku europejskim.

## Historia
Firma została założona przez Dirka Hassingera, Udo Jantza oraz Siegfrieda Sorga w 1986 r.. Na początku istnienia, firma zajmowała się dystrybucją programów do nauki języków obcych, aby z czasem zająć się dystrybucją takich tytułów jak PC Tools, Norton Commander oraz Micrografix Designer.
W 1991 r. wprowadziła w krajach niemieckojęzycznych innowacyjny system Shop-in-Shop, który umożliwiał przetestowanie oprogramowania shareware oraz public domain bezpośrednio w sklepie. Pomysł ten sprawił, iż nazwa TopWare stała się synonimem dobrego oprogramowania w uczciwej cenie. Pierwsze tytuły na płytę CD pojawiły się na rynku w listopadzie 1993 r.
Filozofią firmy było wydawanie tytułów w rozsądnej cenie (ok. 49,95 DM); zaś mottem firmy – "Real Software Value".
W 1995 r. wydano "D-Info" – książkę telefoniczną w formie CD-ROM, tytuł okazał się sukcesem i zaowocował wydaniem kolejnych edycji programu, przyciągając miliony klientów.
Opracowaniem własnych tytułów firma zajęła się, gdy wydawcy, z którymi ściśle współpracowała, nie zgodzili się na ponowne wydanie ich największych tytułów w cenach korzystnych dla konsumentów. Pierwszą grą wydaną (w 1996 r.) przez TopWare było Shadows over Riva autorstwa Attic Entertainment Software; jej sprzedaż wyniosła ponad 100 tys. egzemplarzy. Dzięki temu, oraz stosowanej strategii sprzedaży nowych tytułów w jak najniższej cenie, firma zyskała duży rozgłos na rynku, wydając w Niemczech (i nie tylko) tytuły Coktel Vision, Sierra, Infogrames, Ascon, Blue Byte, Merit, Take 2 Interactive, Attic Entertainment. Średnia notowana norma ich sprzedaży wynosiła ok. 100–150 tys. egzemplarzy.
Firma zaangażowała się również w marketing, sponsorując drużynę piłkarską Mannheim, wyścigi samochodowe Porsche oraz drużynę Ferrari w Formule 1.
Firma posiadała także swój oddział w Hiszpanii, i współpracowała z Danią i Węgrami.
Wczesnym 1996 r. TopWare stało się spółką akcyjną. Firma zaczęła oferować gry również w formie składanek pod nazwą Gold Games; w latach 1996–2001 seria doczekała się 4 części. Po bankructwie TopWare linia ta była kontynuowana przez Ubisoft, który przejął prawa do marki Gold Games w czerwcu 2001 r.
W 1997 r. produkty firmy stanowiły 60% niemieckiego rynku CD-ROM. W kwietniu tego samego roku firma zadebiutowała na polskim rynku. Pierwszymi tytułami przez nią oferowanymi (od listopada br) był Earth 2140, Jack Orlando oraz Freddy. W listopadzie 1997 r. w wywiadzie z redakcją Secret Service, prezes TopWare Dirk P. Hassinger ujawnił, iż gry wydawane przez jego firmę stanowiły 18% rynku, zaś inne programy 40%. W planach była ekspansja na rynek amerykański oraz australijski.
W 1998 r. TopWare podpisało porozumienie z Sir-Tech, na jej mocy nabyło prawa do publikacji na terenie całej Europy (poza Anglią i Włochami) dwóch tytułów: Jagged Alliance 2 oraz Wizardry 8.
Nawiązało również współpracę z Metropolis Software, stając się dystrybutorem ich tytułów za granicą. tj. RoboRumble (Reflux), wiosną 1998 r. utworzyło nową markę – TopWare Interactive.
7 maja 1998 r. w Bawarskim Studiu Filmowym miała miejsce premiera nowych tytułów w tym RoboRumble. Promocyjnie na Gambleriadzie 1998 wystawiła stoisko stworzone z myślą o niemieckich targach CeBit Home. A w sierpniu zawarła umowę z Interactive Magic na dystrybucję swoich tytułów na terenie USA, w tym RoboRumble i Knights and Merchants. Od IV kwartału 1998 r.  TopWare na mocy umowy z Metropolis zyskało prawa wydawnicze na terenie całego kraju do tytułów: Gorky 17 oraz (nigdy niewydanego) Wiedźmina. Dodatkowo, w planach firmy było wydanie Jagged Alliance, Mayday: Final Conflict oraz Devastator (ostatecznie nigdy niewydany). Pod koniec roku nabyła również prawa dystrybucyjne do gier studia Monolith Productions.
W styczniu 1999 r. zakupiło od Monolith silnik LithTech, który miał posłużyć jako baza pod nową produkcję osadzoną w uniwersum Gorky 17 – FPS o tytule Code Red oraz zawarło umowę ze szwedzkim Ozon Media. W kolejnych miesiącach zawarło kolejne umowy dystrybucyjne z, kolejno: włoskim Ubisoft Italy (w lutym), portugalskim Porto Editora (we wrześniu), czeskim OnTime Solutions i australijskim Jack of All Games (w październiku).
Gra Earth 2150 została ogłoszona najlepszą grą RTS wg redakcji niemieckiego Power Play. Pod koniec listopada 1999 r. firma przegrała sprawę z DeTeMedien – firmą córką Deutsche Telekom. Spór dotyczył skopiowania przez wydawcę danych z książek telefonicznych drugiej strony, zawarciu ich w programie i skomercjalizowaniu w formie płyt CD-ROM z zyskiem, przy tym nie wypłacając stronie przysługujących mu należności.
W sierpniu 2000 r. firma zmieniła nazwę na TopWare Interactive AG i skupiła uwagę na rynek gier komputerowych oraz oprogramowania edukacyjnego i internetowego. Prawa do marek z serii "D-" (w tym D-Info) zostały sprzedane Buhl Data, zaś za nową strategię obrano podwykonawstwo oraz inwestycje w krakowskie TopWare Programy.
W lutym 2001 r. firma ogłosiła bankructwo. Do upadku firmy przyczyniły się problemy finansowe, spowodowane długotrwałymi sporami sądowymi z DeTeMedien oraz problemami prawnymi osób w zarządzie TopWare, w tym prezesa firmy Dirka Hassingera (oskarżenia o malwersacje podatkowe i wykorzystywanie pieniędzy z firmy w celach prywatnych nasilające się w II połowie lat. 90). Oddział zajmujący się grami oraz studia w Polsce zostały, w lipcu, przejęte przez ZUXXEZ Entertainment, utworzone przez Dirka Hassingera oraz byłych pracowników TopWare.

## D-Seria
Najpopularniejszymi tytułami dystrybuowanymi przez TopWare było oprogramowanie z tzw. D-Serii. W jej skład wchodziły m.in.:
- D-Info – książka telefoniczna, na styczeń 1998 r. dotychczasowe edycje tego programu sprzedały się w liczbie ponad 2,4 miliona sztuk
- D-Atlas
- D-Jure
- D-Medien
- D-Hotel
- D-SAT – mapa topograficzna Niemiec oddana z dokładnością powyżej 3 cm; sprzedana w ilości ponad 200 tys. sztuk[2].

## Gold Games
| Nazwa        | Rok wydania      | Tytuł międzynarodowy (tytuł oryginalny)                                              | Producent                                                   | Rok wydania               | Uwagi |
| ------------ | ---------------- | ------------------------------------------------------------------------------------ | ----------------------------------------------------------- | ------------------------- | --- |
| Gold Games   | jesień 1996      | 1869                                                                                 | Max Design                                                  | 1992                      | |
| Gold Games   | jesień 1996      | Alone in the Dark 2                                                                  | Infogrames                                                  | 1993                      | |
| Gold Games   | jesień 1996      | Alone in the Dark 3                                                                  | Infogrames                                                  | 1994                      | |
| Gold Games   | jesień 1996      | On the Ball (Anstoss)                                                                | Ascon                                                       | 1993                      | |
| Gold Games   | jesień 1996      | Battle Isle                                                                          | Blue Byte Software                                          | 1991                      | |
| Gold Games   | jesień 1996      | Carnage                                                                              | Warped Minds                                                | 1992                      | |
| Gold Games   | jesień 1996      | Championship Manager 93                                                              | Paul i Oliver Collyer                                       | 1993                      | |
| Gold Games   | jesień 1996      | Colossus Collection                                                                  | CDS Software                                                | 1991                      | Pełna nazwa – Colossus: The Ultimate Collection of Strategy Games. Jest to kompilacja 4 tytułów: Colossus Chess X; Colossus X Draughts; Colossus X Backgammon; Colossus Bridge 4. Autorem trzech pierwszych był Martin Bryant, zaś za ostatni tytuł odpowiedzialne było Hi-Tech Software. |
| Gold Games   | jesień 1996      | Command Adventures: Starship                                                         | Future Vision                                               | 1993                      | |
| Gold Games   | jesień 1996      | Realms of Arkania: Blade of Destiny (Das Schwarze Auge: Die Schicksalsklinge)        | Attic Entertainment Software                                | 1992                      | Wchodzi w skład tzw. Das Schwarze Auge: Die Nordland-Trilogie (za granicą lepiej znana jako Realms of Arkania). |
| Gold Games   | jesień 1996      | Realms of Arkania: Star Trail (Das Schwarze Auge: Sternenschweif)                    | Attic Entertainment Software                                | 1994                      | |
| Gold Games   | jesień 1996      | Jack Flash (Der Aufstand der Dinge)                                                  | CAPS Softwaredesign ULM                                     | 1994                      | |
| Gold Games   | jesień 1996      | The Clue! (Der Clou)                                                                 | Neo Software                                                | 1994                      | |
| Gold Games   | jesień 1996      | Der Planer                                                                           | Greenwood Entertainment Software                            | 1994                      | |
| Gold Games   | jesień 1996      | Druid: Daemons of the Mind (Der Druidenzirkel)                                       | Synthetic Dimensions                                        | 1995                      | |
| Gold Games   | jesień 1996      | Dynatech                                                                             | eleven Software                                             | 1992                      | |
| Gold Games   | jesień 1996      | Eight Ball Deluxe                                                                    | P.A.S. Systems                                              | 1993                      | |
| Gold Games   | jesień 1996      | Eye of the Storm                                                                     | Rebellion Developments                                      | 1993                      | |
| Gold Games   | jesień 1996      | Flight Simulator Toolkit                                                             | Simis Limited                                               | 1991                      | |
| Gold Games   | jesień 1996      | Football Manager 3                                                                   | Bedrock Software                                            | 1993                      | |
| Gold Games   | jesień 1996      | Ishar                                                                                | Silmarils                                                   | 1992                      | |
| Gold Games   | jesień 1996      | Ishar II                                                                             | Silmarils                                                   | 1993                      | |
| Gold Games   | jesień 1996      | Ishar III                                                                            | Silmarils                                                   | 1994                      | |
| Gold Games   | jesień 1996      | Leisure Suit Larry 6                                                                 | Sierra On-Line                                              | 1993                      | |
| Gold Games   | jesień 1996      | MIG-29 Fulcrum                                                                       | Simis Limited                                               | 1991                      | |
| Gold Games   | jesień 1996      | Minigolf                                                                             | Magic Bytes (wydawca)                                       |                           | |
| Gold Games   | jesień 1996      | Oldtimer                                                                             | Max Design                                                  | 1994                      | |
| Gold Games   | jesień 1996      | Oxyd Extra                                                                           | Dongleware                                                  | 1994                      | |
| Gold Games   | jesień 1996      | Prototype                                                                            | Neo Software Surprise! Productions                          | 1995                      | |
| Gold Games   | jesień 1996      | Robinson's Requiem                                                                   | Silmarils                                                   | 1994                      | |
| Gold Games   | jesień 1996      | Shadowlands                                                                          | Teque London                                                | 1992                      | |
| Gold Games   | jesień 1996      | Split Screen Soccer Manager                                                          | Merit Studios Zeppelin Games                                | 1993                      | |
| Gold Games   | jesień 1996      | Stack Up                                                                             | Zeppelin Games                                              | 1991                      | |
| Gold Games   | jesień 1996      | Super Space Invaders                                                                 | Taito The Kremlin (Domark)                                  | 1991                      | |
| Gold Games   | jesień 1996      | Supremancy                                                                           | Probe Software                                              | 1991                      | W USA znane jako Overlord |
| Gold Games   | jesień 1996      | The Humans                                                                           | Imagitec Design                                             | 1992                      | |
| Gold Games   | jesień 1996      | The Humans: Insult to Injury                                                         | Imagitec Design                                             | 1992                      | |
| Gold Games   | jesień 1996      | The Machines                                                                         | Zeppelin Games                                              | 1993                      | |
| Gold Games   | jesień 1996      | Victory (Polanie)                                                                    | MDF                                                         | 1996                      | |
| Gold Games   | jesień 1996      | Virtual Corporation                                                                  | Microforum International                                    | 1996                      | |
| Gold Games   | jesień 1996      | Whale's Voyage                                                                       | Neo Software                                                | 1993                      | |
| Gold Games   | jesień 1996      | Whale's Voyage 2                                                                     | Neo Software                                                | 1995                      | |
| Gold Games   | jesień 1996      | Wolfsbane                                                                            | Midnight Games                                              | 1995                      | |
| Gold Games 2 | 1997             | AIV Networks (A4 Networks)                                                           | Artdink                                                     | 1995                      | Znane w USA jako C.E.O |
| Gold Games 2 | 1997             | Action Soccer                                                                        | Ludimedia SAS (później Ubisoft Montpellier)                 | 1995                      | |
| Gold Games 2 | 1997             | Wargame Construction Set III: Age of Rifles 1846-1905 (Age of Rifles)                | Norm Koger; Strategic Simulations                           | 1996                      | |
| Gold Games 2 | 1997             | Air Power: Battle in the Skies (Air Power)                                           | Rowan Software                                              | 1995                      | |
| Gold Games 2 | 1997             | Apache (Apache Longbow)                                                              | Digital Integration                                         | 1995                      | |
| Gold Games 2 | 1997             | Broken Sword: The Shadow of the Templars (Baphomets Fluch)                           | Revolution Software                                         | 1996                      | |
| Gold Games 2 | 1997             | Bermuda Syndrome                                                                     | Century Interactive                                         | 1996                      | |
| Gold Games 2 | 1997             | Chaos Control                                                                        | Infogrames                                                  | 1995                      | |
| Gold Games 2 | 1997             | EarthSiege 2                                                                         | Dynamix                                                     | 1996                      | |
| Gold Games 2 | 1997             | HIND: The Russian Combat Helicopter Simulation (Hind)                                | Digital Integration                                         | 1996                      | Pełna nazwa: |
| Gold Games 2 | 1997             | International Tennis Open                                                            | Infogrames                                                  | 1994                      | |
| Gold Games 2 | 1997             | King's Quest VII: The Princeless Bride (King's Quest 7)                              | Sierra On-Line                                              | 1994/5                    | |
| Gold Games 2 | 1997             | Time Gate: Knight's Chase (Knight's Chase)                                           | Infogrames                                                  | 1995                      | |
| Gold Games 2 | 1997             | Orion Burger                                                                         | Sanctuary Woods                                             | 1996                      | |
| Gold Games 2 | 1997             | Panzer General                                                                       | Strategic Simulations                                       | 1994 (DOS) 1996 (Windows) | |
| Gold Games 2 | 1997             | Screamer (Bleifuss)                                                                  | Graffiti                                                    | 1995                      | |
| Gold Games 2 | 1997             | Shadows Over Riva (Schatten über Riva)                                               | Attic Entertainment Software                                | 1996                      | |
| Gold Games 2 | 1997             | Solar Crusade                                                                        | Infogrames                                                  | 1996                      | |
| Gold Games 2 | 1997             | Star General                                                                         | Catware                                                     | 1996                      | |
| Gold Games 2 | 1997             | hyper 3-D Pinball (Tilt!)                                                            | NMS Software                                                | 1995                      | |
| Gold Games 2 | 1997             | Toonstruck                                                                           | Burst Studios                                               | 1996                      | |
| Gold Games 2 | 1997             | Virtua Fighter Remix (Virtua Fighter)                                                | SEGA AM2                                                    | 1996                      | |
| Gold Games 2 | 1997             | War Wind                                                                             | DreamForge Intertainment                                    | 1996                      | |
| Gold Games 2 | 1997             | Z                                                                                    | Bitmap Brothers                                             | 1996                      | |
| Gold Games 3 | październik 1998 | Biing! (Biing!: Sex, Intrigue and Scalpels)                                          | reLINE Software                                             | 1995                      | Pełna nazwa: |
| Gold Games 3 | październik 1998 | Bundesliga Manager 97 Gold                                                           | Software 2000                                               | 1996                      | |
| Gold Games 3 | październik 1998 | Demonworld                                                                           | Ikarion Software                                            | 1997                      | |
| Gold Games 3 | październik 1998 | Earth 2140                                                                           | TopWare Programy                                            | 1997                      | |
| Gold Games 3 | październik 1998 | Flying Corps                                                                         | Rowan Software                                              | 1996                      | |
| Gold Games 3 | październik 1998 | G-Nome                                                                               | 7th Level                                                   | 1997                      | |
| Gold Games 3 | październik 1998 | Have a N.I.C.E. day!                                                                 | Synetic                                                     | 1997                      | |
| Gold Games 3 | październik 1998 | Imperialismus (Imperialism)                                                          | Frog City Software                                          | 1997                      | |
| Gold Games 3 | październik 1998 | Jack Orlando                                                                         | TopWare Programy                                            | 1997                      | |
| Gold Games 3 | październik 1998 | Joint Strike Fighter                                                                 | Innerloop Studios                                           | 1997                      | Lub też: JSF |
| Gold Games 3 | październik 1998 | Links LS: 98                                                                         | Access Software                                             | 1997                      | |
| Gold Games 3 | październik 1998 | Pacific General (Pazifik Admiral)                                                    | Strategic Simulations                                       | 1997                      | |
| Gold Games 3 | październik 1998 | Panzer General II (Panzer General IIID)                                              | Strategic Simulations                                       | 1997                      | |
| Gold Games 3 | październik 1998 | P.O.D                                                                                | Ubi Soft                                                    | 1997                      | |
| Gold Games 3 | październik 1998 | Pro Pinball: Timeshock!                                                              | Cunning Developments                                        | 1997                      | |
| Gold Games 3 | październik 1998 | Soldiers at War                                                                      | Random Games                                                | 1998                      | |
| Gold Games 3 | październik 1998 | Street Racer                                                                         | Vivid Image                                                 | 1997                      | |
| Gold Games 3 | październik 1998 | Sub Culture (Subculture)                                                             | Criterion Games                                             | 1997                      | |
| Gold Games 3 | październik 1998 | Tomb Raider                                                                          | Core Design                                                 | 1996                      | |
| Gold Games 3 | październik 1998 | Virtua Fighter 2                                                                     | SEGA AM2                                                    | 1997                      | |
| Gold Games 3 | październik 1998 | WarBirds (War Birds)                                                                 | iMagic Online Corporation (wcześniej Interactive Creations) | 1998                      | |
| Gold Games 3 | październik 1998 | War Wind II: Human Onslaught (Warwind 2)                                             | DreamForge Intertainment                                    | 1997                      | |
| Gold Games 3 | październik 1998 | World Football 98 (World Football)                                                   | Ubi Soft                                                    | 1998                      | Inne nazwy: Kiko World Simulator; Puma World Football oraz World Football 98 |
| Gold Games 4 | listopad 1999    | 3-D Ultra Pinball: The Lost Continent (3D Ultra Pinball 3: Der Vergessene Kontinent) | Dynamix                                                     | 1997                      | |
| Gold Games 4 | listopad 1999    | Caesar 2                                                                             | Impressions Games                                           | 1996                      | |
| Gold Games 4 | listopad 1999    | Conflict: Freespace – The Great War                                                  | Volition Inc.                                               | 1998                      | Znane również jako: Descent: FreeSpace – The Great War oraz FreeSpace |
| Gold Games 4 | listopad 1999    | Diablo                                                                               | Blizzard North (wcześniej Condor Games)                     | 1997                      | |
| Gold Games 4 | listopad 1999    | Die by the Sword                                                                     | Treyarch                                                    | 1998                      | |
| Gold Games 4 | listopad 1999    | DSF Fussballmanager 98 (Ultimate Soccer Manager 98)                                  | Impressions Games                                           | 1998                      | |
| Gold Games 4 | listopad 1999    | Fallout                                                                              | Interplay Productions                                       | 1997                      | |
| Gold Games 4 | listopad 1999    | Fallout 2                                                                            | Black Isle Studios                                          | 1998                      | |
| Gold Games 4 | listopad 1999    | Knights & Merchants                                                                  | Joymania Entertainment                                      | 1998                      | |
| Gold Games 4 | listopad 1999    | Leisure Suit Larry 7                                                                 | Sierra On-Line                                              | 1996                      | |
| Gold Games 4 | listopad 1999    | M.A.X. 2                                                                             | Interplay Productions Flat Cat                              | 1998                      | |
| Gold Games 4 | listopad 1999    | Might & Magic VI                                                                     | New World Computing                                         | 1998                      | |
| Gold Games 4 | listopad 1999    | Pandemonium 2                                                                        | Crystal Dynamics                                            | 1997                      | |
| Gold Games 4 | listopad 1999    | Police Quest: SWAT 2                                                                 | Yosemite Entertainment                                      | 1998                      | |
| Gold Games 4 | listopad 1999    | Pro Pilot (Sierra Pro Pilot 98: The Complete Flight Simulator)                       | Dynamix                                                     | 1997                      | |
| Gold Games 4 | listopad 1999    | Rayman                                                                               | Ubi Soft Pictures                                           | 1996                      | |
| Gold Games 4 | listopad 1999    | Redline Racer                                                                        | Criterion Games                                             | 1998                      | |
| Gold Games 4 | listopad 1999    | RoboRumble                                                                           | Metropolis Software House                                   | 1998                      | |
| Gold Games 4 | listopad 1999    | S.C.A.R.S.                                                                           | Vivid Image                                                 | 1998                      | |
| Gold Games 4 | listopad 1999    | UPRISING 2 (Uprising 2: Lead and Destroy)                                            | Cyclone Studios                                             | 1998                      | |
| Gold Games 4 | listopad 1999    | V2000                                                                                | Frontier Developments                                       | 1998                      | |